# یواس‌اس ژان (آی‌دی-۱۳۰۸)
یواس‌اس ژان (آی‌دی-۱۳۰۸) (به انگلیسی: USS Jean (ID-1308)) یک کشتی بود که طول آن ۳۲۸ فوت (۱۰۰ متر) بود. این کشتی در سال ۱۹۰۹ ساخته شد.